# Longney and Epney
Longney and Epney é uma paróquia Stroud, no condado de Gloucestershire, na Inglaterra, constituída pelas vilas de Longney e Epney. De acordo com o Censo de 2011, tinha 285 habitantes. Tem uma área de 7,46 km².